# Pyrazine
La pyrazine (ou 1,4-diazine), de formule brute C4H4N2, est un composé hétérocyclique simple et fondamental qui se rapproche de la structure du benzène où deux des groupements CH sont remplacés par des atomes d'azote. Elle est l'isomère de position de la pyrimidine (1,3-diazine) et de la pyridazine (1,2-diazine)

## Biologie
Dans le monde animal les pyrazines sont utilisées, entre autres, comme phéromones de passage par les fourmis. Cependant on ne sait pas encore avec certitude si le composé est généré par les fourmis elles-mêmes ou par leur microbiote.

## Alimentation
Les pyrazines - en particulier la (2,3,5,6-tétraméthylpyrazine (TMP) et la 2,3,5-triméthylpyrazine (TrMP) - constituent la base de l'arôme du cacao.